# Sukadarma (Jejawi)
Sukadarma is een bestuurslaag in het regentschap Ogan Komering Ilir van de provincie Zuid-Sumatra, Indonesië. Sukadarma telt 2372 inwoners (volkstelling 2010).